# Jarosław Szlachetka
Jarosław Piotr Szlachetka (ur. 5 czerwca 1983 w Myślenicach) – polski polityk i samorządowiec, poseł na Sejm VIII kadencji, od 2018 burmistrz Myślenic.

## Życiorys
Z wykształcenia magister wychowania fizycznego, studia ukończył na Akademii Wychowania Fizycznego w Krakowie. Pracował początkowo jako ratownik na pływalni (2004–2006). Zaangażował się w międzyczasie w działalność polityczną w ramach Prawa i Sprawiedliwości. Był asystentem społecznym i następnie dyrektorem biura poselskiego Marka Łatasa. Pracował krótko także jako nauczyciel wychowania fizycznego. W 2006 został wybrany na radnego Myślenic. W trakcie kadencji złożył mandat w związku z powołaniem na stanowisko wicewójta, zaś w 2011 objął funkcję pełnomocnika wójta w Pcimiu. Działacz organizacji katolickich i sportowych, został także przewodniczącym Klubu „Gazety Polskiej” w Myślenicach.
W wyborach w 2010 uzyskał mandat radnego sejmiku małopolskiego. Utrzymał go w kolejnych wyborach w 2014. Wystartował też wówczas w wyborach na burmistrza Myślenic. Zdobył 7827 głosów, przegrywając ze sprawującym ten urząd od 2003 Maciejem Ostrowskim stosunkiem głosów 44,67% do 55,33%.
W wyborach w 2015 kandydował do Sejmu w okręgu chrzanowskim. Został wybrany na posła VIII kadencji, otrzymując 9142 głosy. W wyborach samorządowych w 2018, zdobywając 11 031 głosów (54,98%), został wybrany w pierwszej turze na burmistrza Myślenic. Jego poprzednik Maciej Ostrowski nie kandydował wówczas na kolejną kadencję. W 2024 uzyskał reelekcję na kolejną kadencję, otrzymując w drugiej turze 54,12% głosów i pokonując Macieja Ostrowskiego.

## Odznaczenia
Odznaczony Brązowym Krzyżem Zasługi (2023) oraz Brązowym (2019) i Srebrnym (2023) Medalem za Zasługi dla Policji.